# Adam Bahdaj
Adam Bahdaj (* 2. Januar 1918 in Zakopane; † 7. Mai 1985 in Warschau) war ein polnischer Schriftsteller, Kinderbuchautor, Lyriker und Übersetzer aus dem Ungarischen ins Polnische. Mehrere seiner Kinderbücher wurden für das Fernsehen oder das Radio adaptiert.

## Leben
Bahdaj besuchte die Schule in Zakopane und legte dort 1937 das Abitur ab. Anschließend studierte er für ein Jahr Jura an der Jagiellonen-Universität in Krakau und danach an der Szkoła Główna Handlowa in Warschau. Nach dem Ausbruch des Zweiten Weltkrieges gelangte er über Zakopane nach Ungarn, wo er sich in Budapest niederließ. In der in Budapest erscheinenden Zeitschrift Wieści Polskie debütierte er 1941 als Lyriker und 1943 als Prosaschriftsteller. In den Kriegsjahren publizierte er Gedichte, Erzählungen und Artikel und engagierte sich für das kulturelle Leben der polnischen Flüchtlinge. So war er Mitbegründer und Mitarbeiter des Verlags Biblioteka Polska. Nachdem ihn 1944 die Gestapo festgenommen hatte, wurde er zunächst für drei Monate in Budapest inhaftiert und sollte nach Deutschland deportiert werden. Bahdaj konnte er jedoch fliehen und versteckte sich in Ungarn.
Nach dem Zweiten Weltkrieg kehrte er 1945 nach Polen zurück und lebte zuerst in Krakau. Dort arbeitete er als Journalist für die Zeitung Dziennik Polski. Nach seinem Umzug nach Warschau 1946 arbeitete er für die Sozialistische Presseagentur (Socjalistyczna Agencja Prasowa) und später für die Arbeiteragentur (Agencja Robotnicza). In den Verband der Polnischen Literaten wurde er 1946 aufgenommen.
Ab 1950 widmete er sich gänzlich der Schriftstellerei und kooperierte von 1957 bis 1965 mit der Gazeta Bydgoska.

## Werke

### Lyrik
- Iskry spod młota, 1942

### Romane und Erzählungen
- Ich pierwszy start, 1951
- Skalista ubocz, 1952
- Trzeci turnus, 1952
- Na śnieżnej trasie, 1953
- Narciarski ślad, 1954
- Od startu do mety, 1954
- Droga przez góry, 1956
- Historie nie z tego śniegu, 1958
- Nieznajomy z baru Calypso, 1959
- Order z księżyca, 1959
- Ruda modelka, 1959
- Drugie dno, 1963
- Portret z paragrafem, 1964
- Smak życia, 1965
- Kapelusz za 100 tysięcy, 1966
- Piraci z Wysp Śpiewających, 1966
- W stronę Kansas City, 1969
- Maski i twarze, 1970
- Trzecia granica, 4 Bände, 1973–1974
- Telemach w dżinsach, 1979
  - Telemachos in Jeans, übersetzt von Ursula Krause, 1986
- Gdzie twój dom, Telemachu?, 1982
- Dan Drewer i Indianie, 1984
- Tańczący słoń, 1987
- Księżycowy koncert; Wielki wyścig, 2000
- Najpiękniejsza fotografia, 2003

### Kinder- und Jugendbücher
- Mały ratownik, 1953
- Przygoda Wojtka, 1953
- Do przerwy 0:1, 1957
- Festyn w Bławatkowie, 1958
- O siódmej w Budapeszcie, 1958
- Przygody srebrnej piłki, 1958
- Wakacje z duchami, 1962
  - Ferien mit Gespenstern, übersetzt von Barbara Samborska, 1983
- Uwaga! Czarny parasol, 1963
  - Der Fall: „Schwarzer Regenschrim“, übersetzt von Oskar Jan Tauschinski, 1974
- Podróż za jeden uśmiech, 1964
  - Reise für ein Lächeln, übersetzt von Henryk Bereska, 1974
- Wąsik, 1964
- O piracie Rum – Barbari i o czymś jescze, 1965
- Pilot i ja, 1967
  - Der Pilot und ich, übersetzt von Hella Rymarowicz, 1971
- Stawiam na Tolka Banana, 1967
- Mały pingwin Pik-Pok, 1969
- Czarne sombrero, 1970
  - Der schwarze Sombrero, übersetzt von Kurt Kelm, 1975
- Podróż w nieznane, 1972
  - Die Reise ins Unbekannte, übersetzt von Halina Więcławska, 1975
- Pan Piramido z trzynastego piętra, 1973
- Wielki wyścig, 1976
  - Der große Wettlauf, übersetzt von Kurt Kelm, illustriert von Ignacy Witz 1976

## Übersetzungen
- Zbiór węgierskich pieśni ludowych, Band 1, 1941
- Seklerskie ballady ludowe, 1943
- Lajos Áprily: Wybór poezji, zusammen mit Kazimiera Iłłakowiczówna und Stanisław Vincenz, 1943
- Lőrinc Kovai: Ziemia… chleb… wolność, 1950
- Ewa Mandi: Bohaterowie dnia powszedniego, 1950
- István Asztalos: Nie ma dymu bez ognia, 1951

## Auszeichnungen
- 1975: Goldenes Verdienstkreuz